# QAD
 (mars 2017).
QAD est un éditeur de logiciel proposant notamment un progiciel de gestion intégré (ou ERP : Enterprise Resource Planning), MFG/PRO appelé encore QAD Enterprise Applications. Il est destiné aux entreprises industrielles de taille moyenne. La société a été créée en 1979[réf. souhaitée], et commercialise son offre dans le monde entier[réf. souhaitée].

## La société
QAD est un des éditeurs majeurs aux États-Unis, sur les progiciels de gestions intégrés. Il est présent dans de nombreux pays, avec des clients dans le mid-market, mais peu représenté en France. Il assure sa croissance en gérant sa base installée d’une part, et par l’acquisition de sociétés complémentaires.

## Histoire
QAD a été créé en 1979 par Pamela Lopker (une mathématicienne de formation, née en 1954), qui en est toujours la présidente aujourd'hui. 
Cette société a initialement développé des applications logicielles pour les entreprises manufacturières dans le sud de la Californie. En 1984, QAD a lancé son produit phare, le progiciel de gestion intégré MFG/PRO. Le 6 août 1997, la société est entrée en bourse[réf. souhaitée], sur le NASDAQ.
MFG/PRO a été construit en s'appuyant sur les outils de Progress Software. MFG/PRO a été l'un des premiers progiciels pour l'industrie s'appuyant sur les principes APICS, sur le modèle MRP II et sur UNIX et les systèmes ouverts. QAD a intégré également le Lean Manufacturing. Dès 2003, un produit appelé Supply vizualisation a été proposé en mode SaaS.
QAD s'adresse essentiellement aux PME industrielles, marché qui intéresse aussi les leaders SAP, Oracle ou PeopleSoft, et a, par rapport à ces éditeurs, l'avantage d'être moins généraliste, plus simple, plus abordable. Ce positionnement lui a valu de conserver une croissance au milieu des années 2000, alors que le marché des progiciels de gestion intégrés semblait atone.
Utilisant ses bons résultats dans le début des années 2000, QAD a procédé à plusieurs acquisitions : Precision Software, une société irlandaise présente sur la gestion des transports en 2006, Bisgen, une société britannique proposant des logiciels de force de vente, et FBO Systems, spécialisées dans la gestion de maintenance et d'équipements (EAM : Enterprise Asset Management). Les acquisitions ont continué en 2008 avec FullTilt Solutions. 
L'année 2008 a été marqué concomitamment par la crise bancaire et financière de l'automne 2008, aux États-Unis puis au-delà, provoquant une récession. L'impact a été significatif pour la société QAD dont le chiffre d'affaires annuel s'est tassé de 263 millions de dollars en janvier 2009 à 215 millions en janvier 2010, provoquant des pertes en 2009 et nécessitant un plan d'économie interne. Le chiffre d'affaires est reparti à la hausse les années suivantes, les exercices sont redevenus bénéficiaires. Les acquisitions d'entreprises ont repris en 2012 avec CEBOS et la société française DynaSys. QAD a également mis sur le marché une solution cloud. Le chiffre d'affaires annuel est revenu à un niveau supérieur à celui de 2008, avec 266 millions de dollars en janvier 2014.

### Webographie
- (en) « QAD Inc », sur The New York Times.
- « ERP - QAD rachète DynaSys, éditeur français de solutions de Supply Chain Planning », sur le site du CXP.
- « Fiche sur la société QAD », sur le site du CXP.
- (en) « Pamela Meyer Lopker. President and Chairman of the Board, QAD », sur www.witi.com.
- (en) « Lopker, Pamela », sur le site www.fofweb.com.
- « QAD Inc. Statistiques clés », sur le site finance.lesaffaires.com.
- « QAD Inc. Principaux actionnaires », sur le site fr.finance.yahoo.com.